# Colina Francesa

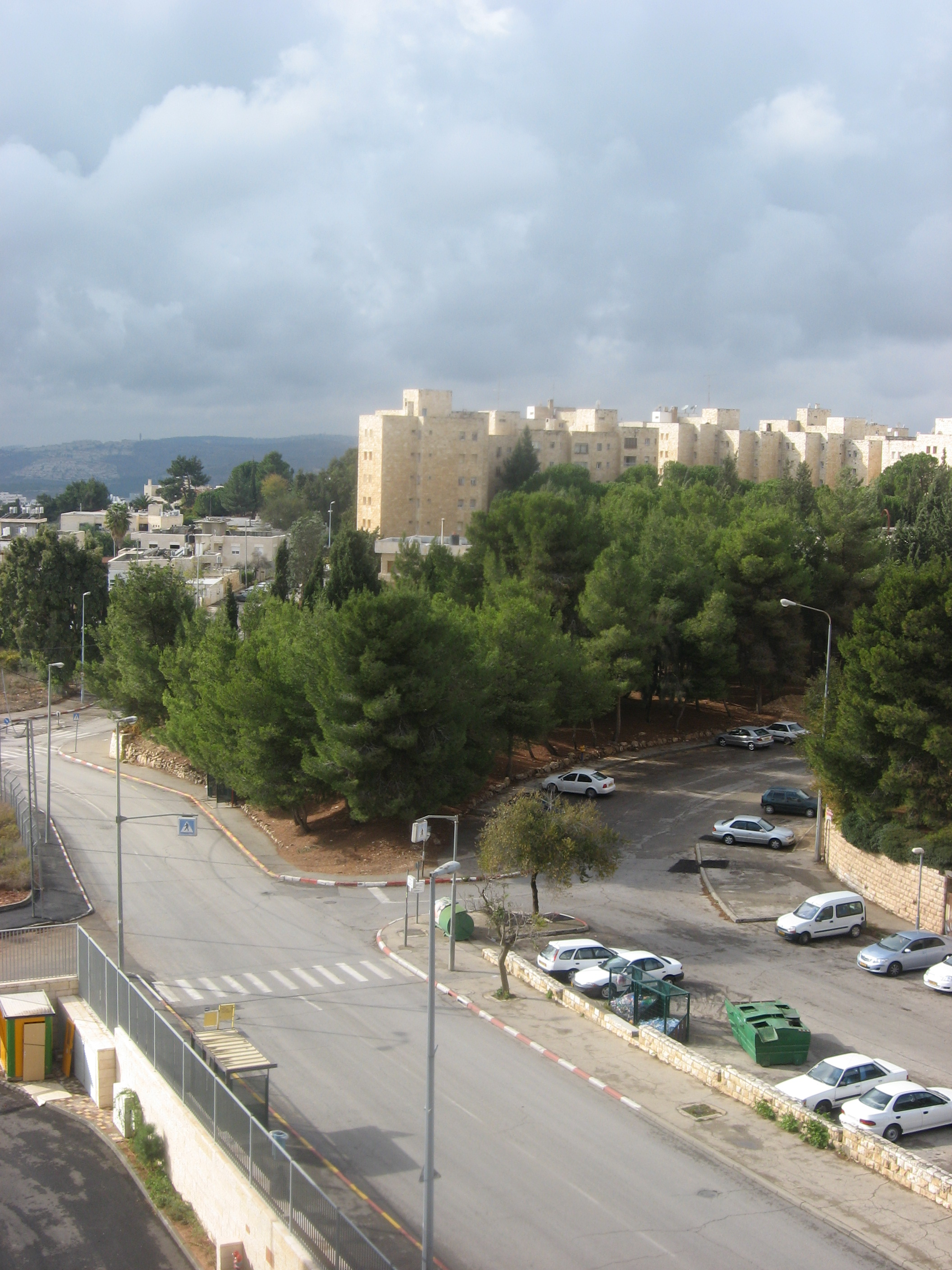
La Colina Francesa

 La Colina Francesa, conocida como French Hill en inglés (en hebreo: הגבעה הצרפתית, HaGiv'a HaTzarfatit), y como Givat Shapira (en hebreo: גִּבְעַת שַׁפִּירָא, en árabe: Karm el-Wiz) es un barrio predominantemente judío ubicado en la parte noreste de la ciudad de Jerusalén. Fue creado en 1969 en territorio capturado durante la guerra de los Seis Días en 1967. Fue anexado a Israel mediante una ley conocida como Ley de Jerusalén en 1980.

## Origen del nombre
El origen de su nombre no está claro. Puede que se deba a un general británico, John French, 1st Earl of Ypres el cual, según la leyenda, tenía sus cuarteles en esta colina. De todos modos, el general French nunca sirvió en esta región, así que la teoría no parece ser correcta. Según el historiador israelí Zeev Vilnai, la tierra pertenecía al monasterio católico de Santa Ana, del cual la mayoría de sus monjes venían originalmente de Francia, de ahí deriva su nombre. De haber sido el nombre del general French la base del origen del nombre del barrio, el nombre correcto en hebreo debería ser Givat French, ya que los nombres propios no se traducen, y tzarfatit significa francesa en hebreo o en todo caso French's Hill en inglés.

## Historia
En 1969, después de la reunificación de la ciudad de Jerusalén posterior a la guerra de los Seis Días, se comenzó la construcción de un nuevo barrio residencial para crear un enlace entre Jerusalén Occidental y el campus de la Universidad Hebrea de Jerusalén en el Monte Scopus, el cual había sido un enclave israelí en territorio Jordano antes de la guerra. El nombre oficial del nuevo barrio fue Givat Shapira. Una sección del barrio, llamada Tzameret HaBira, estaba poblada mayoritariamente por inmigrantes de Estados Unidos, que construyeron sus viviendas privadamente.

## Demografía
De acuerdo al historiador palestino Walid Khalidi, algunos palestinos de Lifta vivían en el área antes de 1967. Él afirma que se mudaron a la zona después de la guerra árabe-israelí de 1948. En 1999 unos 600 palestinos –la mayoría de ellos con orígenes familiares en Lifta— vivían en 50 casas diseminadas por el barrio. La Colina Francesa tiene ahora una población de unos 6.631 habitantes, con una densidad de 10,9 habitantes por dunam (equivalente a unos 10.900 habitantes/km²). Tzameret HaBira está menos densamente poblada, con una densidad de 4,7 habitantes por dunam (4.700 habitantes/km²). La población es mayoritariamente judía, con una gran población de judíos de América del Sur y de la antigua Unión Soviética.

## Escuelas e instituciones religiosas
La Colina Francesa tiene nueve sinagogas. Una de ellas, Kehillat Ramot Zion (en hebreo: קהילת רמות ציון), es una comunidad conservadora. Cuenta con la primera escuela primaria en Israel administrada por el movimiento conservador, la escuela Frankel.

## Conflicto árabe-israelí
La intersección de la Colina Francesa conecta a Jerusalén con Ma'ale Adumim y el mar Muerto. En dicha intersección ocurrieron once ataques terroristas palestinos en los 32 meses que duró la Segunda Intifada. De acuerdo a la revista estadounidense US News and World Report en 2003, "el concurrido distribuidor, el cual divide el barrio judío de French Hill del barrio árabe de Shuafat, es el punto más fácilmente accesible en la ciudad para un terrorista de la Ribera Occidental que busca israelíes para cometer sus actos.

## Arqueología
Una excavación en French Hill en los años 1970 y 1971, desenterró unas tumbas de los períodos Herodianos y de finales del periodo Helénico. Uno de los trece esqueletos descubiertos tenía inscrito en una lápida el nombre de "Yosef ben Haggai".